# Amerika színesben
Amerika színesben (America in Color) amerikai-brit történelmi ismeretterjesztő filmsorozat amelyet az amerikai Smithsonian televízió mutatott be 2017-től.
A sorozat korabeli fekete-fehér archív filmek, dokumentumfilmek, híradók és amatőrfilmek felhasználásával készült, amelyeket a legkorszerűbb, új generációs színezési technikával tettek színesé. A filmek színezését a Composite Films végezte.
Az első évad öt epizódja időrendben követi végig az Egyesült Államok öt évtizedének történetét 1920-tól 1970-ig.
A második és harmadik évad epizódjai tematikusan foglalkoznak egy-egy jellemző és leginkább érdeklődésre számot tartó kérdéskör feldolgozásával kezdve a szervezett bűnözéssel és az amerikai kisvárosi élet bemutatásával fejezve be az eddigi három évadot.

## Epizódok
1. évad (2017)
- 1. A huszas évek (The 1920s, 2017. július 2.)

Az első világháborús győzelem eufóriája után némi csalódást okozott a haditermelés leállását követő átmeneti kisebb válság, aminek következtében a hazatérő katonák fele munka nélkül maradt. De a gazdaság hamar átállt, és soha nem látott fejlődésnek indult.
Az autóipar felvirágzása, a Ford T-modell, a rádiózás terjedése. A filmes és rádiós sztárok mellett megjelentek a sport csillagai. A rádiós negyed New Yorkban, amelynek helyén pár évtized múlva a Világkereskedelmi Központ ikertornyai épülnek. Viszont a szesztilalom bevezetése váratlan fordulatot hozott: a szervezett bűnözés soha nem látott megerősödését. További aggodalomra adott okot a Ku-Klux-Klan megerősödése és terjedése északon is. Charles Lindbergh transzatlanti repülése a Spirit of St. Louis névre keresztelt repülőgépével. Egyre magasabb felhőkarcolók épülnek. A töretlennek látszó gazdasági fejlődés azonban felelőtlenségre csábította a tömegeket, ami az évtized végére soha nem látott válságot okozott, ami ijesztően gyorsan világválsággá terebélyesedett. Mire az Empire State Building felépült, alig lehetett kiadni a helységeit, aminek következtében a neve a köznyelvben groteszk módon Empty (Üres) State Buildingre torzult.
- 2. A harmincas évek (The 1930s, 2017. július 9.)

A nagy gazdasági válság. Munkanélküliség. 1929 karácsonyán a Fehér Ház nyugati szárnyának leégése. Összecsapások a munkanélküliekkel és a bonuszsereggel 1932-ben. Douglas MacArthur tábornok tankokkal félemlíti meg a tüntetőket, és felperzselik a bódévárosukat. Az új elnök Roosevelt és a New Deal. A szesztilalom eltörlése. A tartós szárazság miatt rengeteg déli farmer volt kénytelen elhagyni elértéktelenedett földjét. A válság tovább növeli a bűnözést. John Dillinger és Géppisztolyos Kelly. Az FBI, a Szövetségi Nyomozóiroda megerősítése. Az Alcatraz. A Rushmore-hegyi emlékmű. Amelia Earhart a Föld körberepülésére készül, de máig tisztázatlan körülmények között eltűnt. Egy évvel később Howard Hughesnak sikerül a kísérlet. Orson Welles emlékezetes hangjátéka. A Golden Gate híd. Roosevelt megkezdi második ciklusát. Az első színes Technicolor film az Óz a csodák csodája című mesefilm volt. A technológia már egy évtizede létezik, de csak ekkora lett piacképes.
- 3. A negyvenes évek (The 1940s, 2017. július 16.)

A második világháborút megelőzően viták tárgya volt, hogy Amerika elszigetelődjön a világtól vagy vegyen részt a problémái megoldásában, a világháború kitörése után a Hitler elleni küzdelemben. Az elszigetelődés, be nem avatkozás politikáját hirdette az Amerika Az Első Mozgalom, amelynek egyik arca Charles Lindbergh volt. Az amerikai fasiszták és náci szimpatizánsok. De a Pearl Harbor elleni japán támadás lezárta a vitát – Amerika hadba lépett. A japán amerikaiak internálása. Amerika szerepe a második világháborúban. A csendes-ócenáni hadszíntér. A Manhattan terv. Roosevelt halála. Utóda, Truman elnök elrendeli az atombomba bevetését Japán ellen. A japán kapitulációval hivatalosan is vége a második világháborúnak. De az internált japán származású foglyok csak 1945. októberétől térhetnek haza. A háború utáni munkanélküliség és sztrájkhullám. Las Vegas felemelkedése. Bugsy Siegel halála. A Marshall-terv. Truman újraválasztása.
- 4. Az ötvenes évek (The 1950s, 2017. július 23.?)

Amerikát sokként érte a szovjet atombomba híre. A hidegháború elmélyülése. A Rosenberg házaspár letartóztatása. A koreai háború. MacArthur tábornok leváltása. A babyboom. Olcsó házépítési programok, Lewit városok (Lewittown-ok). Az atomháború réme. Eisenhower elnöksége. Joe McCarthy fellépése. Az Amerikaellenes Tevékenységet Vizsgáló Bizottság. A hollywoodi tizek. McCarthy bukása. A televízió terjedése. Az autópálya hálózat kiépülése. Eredmények a szegregáció felszámolásában, és a Ku-Klux-Klan aktivizálódása. Merényletek. Rosa Parks és a Montgomery-i buszbojkott. Rock and roll. Elvis Presley. Harc az iskolai szegregáció ellen. Az első szovjet mesterséges hold, a Szputnyik fellövése sokkolta Amerikát.
- 5. A hatvanas évek (The 1960s, 2017. július  30.)

Richard Nixon és John F. Kennedy küzdelme az elnökségért. Az űrverseny. A Kubai válság.   Szegregáció és polgárjogi mozgalmak. Martin Luther King. A polgárjogi küzdelmek és a Vietnámi háború osztja meg Amerikát. A Kennedy elnök elleni merénylet. Johnson kiterjeszti és még hevesebbé teszi a vietnámi háborút. A Beatles 1964-ben először látogat Amerikába. Nixon az új elnök. Az évtized végén a holdra szállás és a Woodstocki fesztivál keltett egész Amerikára kiterjedő érdeklődést.
2. évad (2018)
(A magyarországi vetítéseknél az epizódok sorrendjét megváltoztatták. Zárójelben az eredeti sorszám, cím és bemutató dátuma.)
- 1. Szervezett bűnözés (6?. Organized Crime, 2019. augusztus 27.)

A szervezett bűnözés legfőbb bevételi forrása kezdetben az illegális sportfogadás volt. Arnold Rothstein. Illegális szerencsejáték. Lucky Luciano és Frank Costello New Yorkot a bűnözés fellegvárává teszik. A szesztilalom és a maffia felvirágzása. Ezzel párhuzamosan az erőszak elharapózása. A 30-as években New Yorkban 30 ezer zúgkocsma működött. Jimmy Walker a korrupt polgármester. A Thompson géppisztoly. A huszas években Al Capone a chicagoi maffia feje. A Valentin napi mészárlás. Roosevelt elnök eltörli a szesztilalmat. Al Capone letartóztatása és elítélése. A szervezett bűnözés fő terepe újra a tiltott szerencsejáték. A harlemi illegális lottó. Fiorello LaGuardia az új new york-i polgármester. Luciano letartóztatása és elítélése. A Rex, az úszó kaszinó nemzetközi vizeken. Frank Costello bukása. Vito Genovese. Joseph Valachi meghallgatásán először mondja ki nyilvánosan a szervezett bűnözés szindikátusának általuk használt nevét: Cosa Nostra. Vallomása komoly fordulatot hozott a bűnüldözés történetében, ami sikeres perek sorához és a század végére az amerikai maffia gerincének megroppanásához vezetett.
- 2. Az ipar titánjai (2. Titans of Industy, 2018. november 25.)

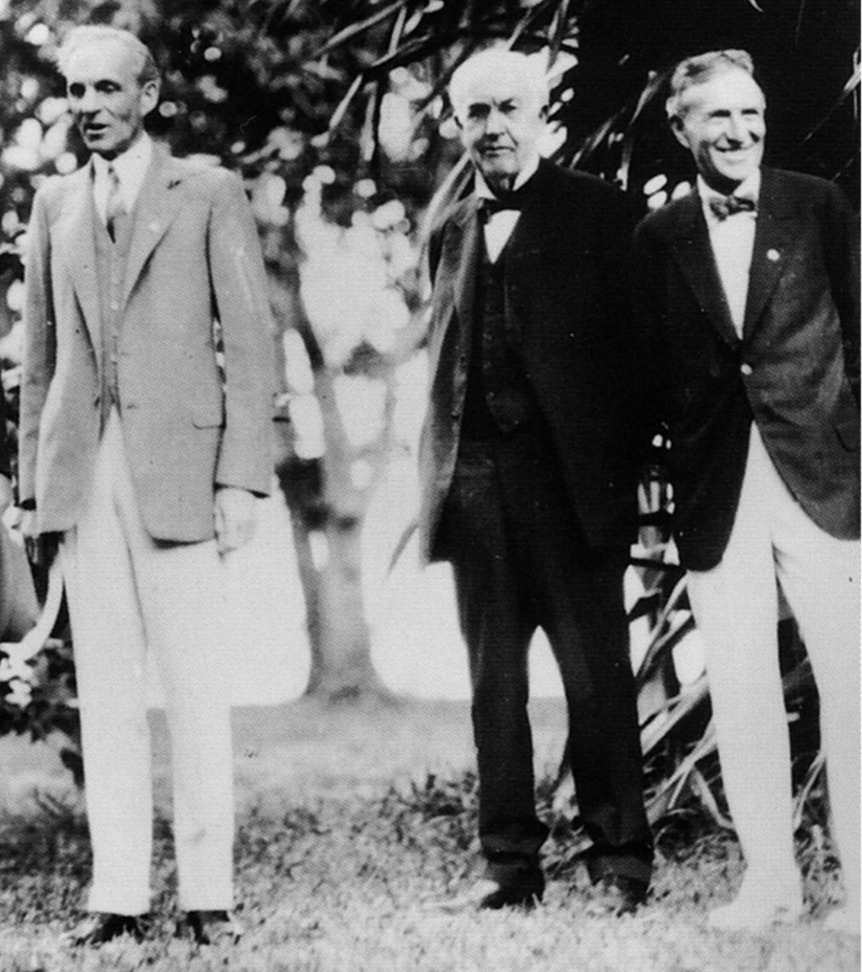
Ford, Edison és Firestone egy 1929-es fényképfelvételen

Henry Ford, Harvey Firestone és Thomas Alva Edison voltak a korszak hősei. Az autóipar és számtalan egyéb területet érintő találmányukkal általában a modern élet forradalmasítói voltak. John D. Rockefeller biztosítja az üzemanyagot. Edison, a villamosítás és a General Electric. A West Orange-i gyár. Itt volt Edison filmgyára is. A komplexum 1914-ben leégett. A biztosítás csak a kár harmadát fedezi. Barátja, Ford kölcsöne segíti ki. Az első világháborúra Amerika már a leggazdagabb ország a világon. Ford sikertelen békemissziója. Repülőgépipar. Donald Douglas. A háború utáni recesszióban Ford csaknem tönkremegy, de a gazdaság gyorsan áttér a béketermelésre. A river rouge-i gyár. Firestone kisházas lakóparkot épít a munkásoknak. Amerikában a huszas években a milliomosok száma 30 ezerre nő. A válság után 5000 maradt. 1931-ben meghal Edison. A nagy válság. Ford unokája Firestone unokáját vette feleségül. Firestone a traktorokra is gumiabroncsot tervez. Roosevelt az új elnök és a New Deal. Firestone 1938-ban meghalt. A második világháború. A Ford repülőgépgyár. Az amerikai ipar bámulatra méltó második világháborús teljesítménye: 3 millió gépjármű, 7000 hadihajó és 300 ezer repülőgép készült.
- 3. A vadnyugat (1. The Wild West, 2018. november 18.)

Annak idején a vadnyugatnak a Mississippitől nyugatra fekvő területeket nevezték. William Cody azaz Buffalo Bill vadnyugati vándorbemutatója. Egyik sztárja Annie Oakley a legendás mesterlövész volt. Buffalo Bill 30 éven keresztül turnézott Amerikában és Európában is. A nyugat egyik legnagyobb problémája, hogy vagy túl sok a víz (árvíz) vagy egyáltalán nincs. Theodore Roosevelt vízgazdálkodási programja. A róla elnevezett gát volt az első. Phoenix rohamos fejlődésnek indul a bőséges víz és villanyáramnak köszönhetően. Jack Abernati arról lett nevezetes hogy puszta kézzel fogta a farkasokat. Az amerikai indiánok tragikus sorsa. 1913-ban Joseph Dixon expedíciója az indiánokhoz. 1916 konfliktus Mexikóval. Pancho Villa és Pershing tábornok. Los Angeles vízellátási problémáit a zseniális mérnök, William Mulholland az Owens-tóból oldja meg. De a tó 1926-ra teljesen kiszáradt és elsivatagosodott. Az oszédzsek földje Pawhuska város közelében. Hatalmas kőolajkincs. Ám az indiánok túlnyomó többsége továbbra is szegény. A 20-as években új iparág az idegenforgalom egyelőre vasúton. Nemzeti parkok. Holmes találta fel az útifilmet. Cowboy romantika. Wyatt Earp. A Hoower gát. A texasi olajmezők. A második világháború. Hadiipar. Hadihajók. Rasszizmus továbbélése a hadseregben. Navaho kódbeszélők. A Manhattan terv. Hanfordban állítják elő az atombombához szükséges rádiumot. Vagyis a nyugat immár vezető szerepet tölt be az iparban, hadiiparban. Knot vadnyugati városa tekinthető az első vidámparknak.
- 4. Szabadidő (3. Playtime, 2018. december 9.)

New Yorkban az első vidámpark Coney Islandon 1905-ben nyílt meg. Luna Park. 1910-ben Renoban hatalmas lelátó épül a Jim Jeffries-Jack Johnson boxmérkőzés kedvéért. Látványsportok. A sportesemények nézése általános szórakozássá válik. Fiatalok számára cserkészet, nyári táborozás. A Cserkészlány Szövetség. További népszerű látványsport a foodball. Egyetemi csapatok. Tömegeket vonzó látványosságok: zászlórúdon ülés, lovas vízbeugrás, légi bemutatók, Lilien Boyer életveszélyes légiakrobata mutatványai. Szépségversenyek. Női sportversenyek és nők az Olimpián. Autós kirándulás. Lakókocsi gyártás. 1936-ban már 400 lakókocsi gyártó cég működik. A válság miatt rengeteg a kilakoltatás. 1936-ban 15000 lakókocsipark létezik országszerte. 1936 már 300 ezer amerikai élt lakókocsiban. Korabeli vélemények szerint húsz év múlva az amerikaiak fele lakókocsiban fog lakni. A lóverseny. A New Deal rekreációs létesítmények sorának építését finanszírozza. Sportpályák, fürdők, parkok, játszóterek. Henry Flenegen Ez nálunk lehetetlen című színdarabja. Orson Welles Hamlet előadása fekete színészekkel. A baseball. De Amerika hadbalépése miatt sok játékos vonul be. Ezért megteremtik a női baseball ligát. Korábban a nők csak bemutatókon játszhattak. De a háború után a nézőszám erősen visszaesik. 1954-ben a női liga meg is szűnik. A testépítés. A kaliforniai Mussle Beach. Charles Atlas. Little Liga a gyermekek baseball ligája. 1949 – Kosárlabda, a Harlem Globetrotters. Egyre népszerűbb a bowling is. A családbarát szórakoztatás – 1955-ben nyitják meg Disneylandet.
- 5. Előkelő Amerika (4. American Royalty, 2018. december 16.)

1860 és 1900 között az amerikaiak 2% birtokolta a nemzeti vagyon harmadát. Rockefellerek és Vanderbiltek világa. A Rooseveltek és Kennedyek ezzel szemben közvetlen politikai befolyásra törekedtek. A Rooseveltek két elnököt is adtak. A médiammogul William Randolph Hearst. Charles Swab acélmágnás karolja fel Joe Kennedyt. A Roosevelt família két ágát Franklin Delano Roosevelt kapcsolja össze házasságával. Theodore Roosevelt unokahúgát vette feleségül. Távoli rokonuk még az Astor família is. Fiuk pedig Dupont lányt vett el.  De a Vanderbilt család vagyona szétoszlott a rengeteg örökös között és lassan pár generáció alatt eltűnt. 1877-ben Cornelius Vanderbilt még 100 millió dollárt hagyott hátra.
Charles Swab nagyiparos, a bankár J. P. Morgan, John Jacob Astor, az acélmágnás Andrew Carneggie valamint John D. Rockefeller – a rablóbárók. Közülük Rockefeller, a Standard Oil tulajdonosa a leggazdagabb. Pocantico Hills-ben épül fel a családi birtokon a palotája hatalmas kerttel. 1914-ben ifj. John D. Rockefeller a Nemzeti Gárdát küldi a Rockefeller szénbányák sztrájkoló bányászai ellen. A Ludlow-i vérengzés. Még tovább ront a már amúgy is rossz megítélésükön. Id. John D. Rockefeller igyekszik javítani ezen. Emberbarát írásokat jelentet meg és összesen több mint 500 millió dollár értékben jótékonykodik. Theodore Roosevelt elnök. A Titanic katasztrófában több milliomos is meghalt. J. P. Morgan lemondta a foglalását. De többek között John Jacob Astor, a Masy's tulajdonosa, Isidor és Ida Straus házaspár valamint Benjamin Guggenheim vesztette életét. 1914-ben indult Hearst filmhíradója. Gyakran szerepeltek benne milliomosok. Hearst kastélya a San Simeon 10 millió dollárba került. Charles Swab fegyvergyáros. Joe Kennedy a 20-as évek elején a tőzsdén lett milliomos. Főként bennfentes kereskedéssel ami ma bűncselekmény. Később a filmiparba fektetett. 1950-ben a háztartások 9%-a rendelkezett tévé készülékkel. 1954-ben már több mint a fele. Prescott Bush, idősebb Georges Bush apja. 1951-ben meghalt Hearst.
- 6. Hollywood aranykora (5. Hollywood’s Golden Age, 2018. december 23.)

A negyedik legnagyobb amerikai iparág, a filmipar 1893-ban született West Orange-ban Thomas Edison filmvállalatának megalakításával. Hollywood voltaképpen a keleti parti monopólium megtörésére jött létre. Bár Kalifornia emellett ideális volt a filmipar számára a változatos tájával, ahol szinte a Föld bármely pontján játszódó történetet hitelesnek tűnő környezetben lehet felvenni. 1948-ban a stúdióknak el kell adniuk mozihálózatukat. 1950-re a nézők száma felére esik vissza a háború utáni nézőszámhoz képest. Charlie Chaplin , Mary Pickford és Douglas Fairbanks agitál és gyűjt pénzt a kormány háborús erőfeszítése mellett. Griffith-szel ők alakítják meg a United Artistsot, de nem tudnak versenyezni a nagy stúdiókkal. A világon a legtöbb film Amerikában készül, és több mint 40 ezer embernek ad munkát. 1923-ban készül el a „Hollywoodland” felirat, amelynek utolsó négy betűjét 1949?-ben távolították el. 1921 – a Fatty Arbuckle botrány. Hayes és a cenzúra. Rudolf Valentino halála. A híres Kínai Filmszínház 1927-ben nyit meg. 1927 az első hangosfilm. Joan Crawford. Shirley Temple énekel Roosevelt elnök születésnapján. Az Elfújta a szél. A második világháború. 1947 az Amerikaellenes Tevékenységet Vizsgáló Bizottság. A hollywoodi tizek. Chaplin elüldözése. A televízió eleinte a fő riválisnak tűnik. James Dean. Marilyn Monroe. 1952-ben volt Cinerama szélesvásznú bemutató, majd a Cinemascope.
3. évad (2019)
(Magyarországon még nem mutatták be.)
- (1. Coming to America, 2019. december)
- ~Alaszka (2. Alaska, 2019. december)
- ~Természeti katasztrófák (3. Disasters, 2019. november 24.)
- ~Az amerikai ipar (4. Made in the USA, 2019. december)
- ~Az évszázad bűnügyei (5. Crimes of the Century, 2020. január)
- ~Kisvárosi élet (6. Small Town Life, 2020. január)